# Ленур Яг'я Аріфов
Ленур Яг'я Аріфов (10 грудня 1938 — 11 березня 2018) — радянський і український вчений, державний діяч, заступник голови Ради Міністрів Автономної Республіки Крим в 1997—1998 роках, доктор фізико-математичних наук, професор кафедри теоретичної фізики Таврійського національного університету ім. В. І. Вернадського.

## Життєпис
Народився 10 грудня 1938 року у Ялті. У 1944 році разом з усім кримськотатарським населенням Криму депортований до Узбекистану, жив із сім'єю у Самарканді.
В 1961 році закінчив фізичний факультет Самаркандського університету, а в 1964 році аспірантуру Інституту ядерної фізики Академії наук Узбекистану в Ташкенті.
Працював там же: 1964—1968 роках — молодший, а в 1968—1986 роках — старший; 1986—1987 роки — провідний науковий співробітник; 1987—1988 роки — завідувач сектором[уточнити] теорії поля; 1988—1992 роки — завідувач лабораторією теорії поля.
В 1982 році написав докторську дисертацію і отримав звання Доктор фізико-математичних наук, а після цього і звання професора ТНУ.
У 1992 році, після проголошення української незалежності повернувся до Криму.
З січня 1993 року — професор кафедри теорії фізики, а з 1993 по 1994 рік і в 1998—2005 роках — завідувач кафедри теоретичної фізики, з 2005 року — професор цієї кафедри в Сімферопольському державному університеті, який з серпня 1999 року носить ім'я Таврійського національного університету ім. В. І. Вернадського.
У 1994—1998 роках — депутат Верховної Ради Криму, а з березня 1995 року — голова Постійних комісій Верховної Ради Криму: спочатку — з питань депутатської етики і організації роботи ВР, а потім, з липня 1995 по жовтень 1997 року — по національній політиці і з питань проблем депортованих громадян. З червня 1997 року по травень 1998 року — заступник Голови Ради міністрів Криму.
У 1999—2005 роках — голова громадсько-політичного руху «Міллет».
З 2005 — Заслужений працівник освіти АРК.
Помер 11 березня 2018 року у тимчасово окупованому Сімферополі. Похований на кладовищі Абдал.